# 解深密経
『解深密経』（げじんみっきょう、梵: Saṃdhinirmocana Sūtra, サンディニルモーチャナ・スートラ）は、中期大乗仏教経典の1つである。「サンディ」(saṃdhi) が「結合・連結」（深密）、「ニルモーチャナ」(nirmocana)が「解放」（「解脱」）、「スートラ」(sūtra) が「経」、総じて「解放（解脱）へとつながる経」の意。
唯識派（ゆいしきは）もしくは、中国（唐）・日本の法相宗の所依の経典の一つで、唯識思想を展開させたといわれる経典である。また、序品を除いて、ほとんどが『瑜伽師地論』（『瑜伽論』とも。）第75-78巻に引用され、さらに『摂大乗論』『成唯識論』などに引用されて、後世への影響が大きい。この『瑜伽師地論』は『解深密経』とともに法相宗の開祖 慈恩大師が教理的根拠を索めた六経十一論が帰着する一経一論とされる。
また、華嚴、般若の教系に立ち実相論と縁起論との交渉を試みた大乗経典として、一時代を画すべき経典とされる。

## 成立年代
解深密経の成立は、龍樹以後間もない頃、遅くとも西暦4世紀頃までには成立していたと推定されており、中期大乗経典に分類されている。

## 書誌
漢訳では、北魏の菩提流支が訳した『深密解脱経』五巻（513年）と、唐の玄奘訳『解深密経』五巻（646年、諸説あり）、部分訳としては、宋の求那跋陀羅の『相続解脱経』二巻と、陳の真諦訳の『仏説解節経』一巻とがあり、大正新脩大蔵経の16巻に収められている。
部分訳または単独経典の様相で、『解深密経』を時代と思想の異なる複数の素材で編纂された経典であるとする説が主流であったが、求那跋陀羅訳の二巻に関する精査によって、それらは『解深密経』の編纂の素材ではないことが明らかになっている。。
他の多くの漢訳の経典と同じく、サンスクリット本は現存しない。チベット語は訳者不明であるが、全訳『dgongs pa nges par 'grel』が残存し、北京版29巻（チベット大蔵経）に収められており、フランスのLamotteによってフランス語訳され、出版されている。そのためこの経の全体像は漢訳2本とチベット語訳によるしかない。
日本語訳は、国訳大蔵経と、国訳一切経に収められている。

## 概要
玄奘訳『解深密経』は、五巻八品で構成されている。
- 序品第一　　仏が十八円満の他受用の報土において、二十一種功徳成就の受用身を現じ、無量の大声聞衆と大菩薩衆等が他方仏土から集参し、説法の開始を待つ情景を述べる。
- 勝義諦相品第二　　勝義諦真如は、名言の相を離れ、有無の二相を離れ、尋思の所行を超え、諸法の一異相を離れ、一切に遍じ一味の相であると説く[12]
- 心意識相品第三　　阿陀那識、阿頼耶識、一切種子心識、心を説き、それと六識の転変を明らかにする。後の唯識論書にある末那識は未だ説かれていない[13]。
- 一切法相品第四　　遍計所執相、依他起相、円成実相の三相を説く[14]
- 無自性相品第五　　相無自性、生無自性、勝義無自性の三種の無自性性を説き、有[15]・空[16]・中[17]の三時教判を説く。
- 分別瑜伽品第六　　「唯識」という語が2か所あり初出とされる[18][19]。止観行を詳説して、識の所縁は唯識の所現であると説く。
- 地波羅蜜多品第七　　十地および十波羅蜜多行を説く。
- 如来成所作事品第八　　如来法身の相および化身の作業を説く。